# Liste der Monuments historiques in Géraudot
Die Liste der Monuments historiques in Géraudot führt die Monuments historiques in der französischen Gemeinde Géraudot auf.

## Liste der Immobilien
| Bezeichnung                 | Beschreibung                                       | Standort                       | Kennzeichnung | Schutzstatus | Datum | Bild           |
| --------------------------- | -------------------------------------------------- | ------------------------------ | ------------- | ------------ | ----- | -------------- |
| Kirche St-Pierre-et-St-Paul | im Kern aus dem 12. Jahrhundert, um 1540 erweitert | Rue du Général Bertrand (Lage) | PA10000033    | Inscrit      | 2015  | weitere Bilder |

## Liste der Objekte
| Bezeichnung                                                     | Beschreibung                                                           | Standort                                  | Kennzeichnung | Schutzstatus | Datum | Bild |
| --------------------------------------------------------------- | ---------------------------------------------------------------------- | ----------------------------------------- | ------------- | ------------ | ----- | ---- |
| Hauptaltar                                                      | Retabel; Kalkstein, farbig gefasst, bezeichnet 1545                    | in der Kirche St-Pierre-et-St-Paul (Lage) | PM10000858    | Classé       | 1908  |      |
| Skulptur Heilige Barbara                                        | Holz, farbig gefasst, um 1500                                          | in der Kirche St-Pierre-et-St-Paul (Lage) | PM10000861    | Classé       | 1913  |      |
| Zwei Sessel                                                     | Holz, erste Hälfte des 19. Jahrhunderts                                | in der Kirche St-Pierre-et-St-Paul (Lage) | PM10004495    | Inscrit      | 1973  |      |
| Prozessionsstab Madonna                                         | Holz, farbig gefasst und vergoldet, zweite Hälfte des 19. Jahrhunderts | in der Kirche St-Pierre-et-St-Paul (Lage) | PM10004497    | Inscrit      | 1973  |      |
| Adlerpult                                                       | Eichenholz, 18. Jahrhundert                                            | in der Kirche St-Pierre-et-St-Paul (Lage) | PM10004510    | Inscrit      | 1974  |      |
| Skulptur Heiliger Nikolaus                                      | Kalkstein, farbig gefasst, 16. Jahrhundert                             | in der Kirche St-Pierre-et-St-Paul (Lage) | PM10000864    | Classé       | 1960  |      |
| Skulptur Madonna mit Kind                                       | Kalkstein, farbig gefasst, 16. Jahrhundert                             | in der Kirche St-Pierre-et-St-Paul (Lage) | PM10003125    | Classé       | 1908  |      |
| Skulptur Petrus                                                 | Kalkstein, farbig gefasst, 16. Jahrhundert                             | in der Kirche St-Pierre-et-St-Paul (Lage) | PM10003126    | Classé       | 1908  |      |
| Kirchenfenster (1)                                              | aus dem 16. Jahrhundert                                                | in der Kirche St-Pierre-et-St-Paul (Lage) | PM10000859    | Classé       | 1908  |      |
| Kirchenfenster (2)                                              | aus dem 16. Jahrhundert                                                | in der Kirche St-Pierre-et-St-Paul (Lage) | PM10000860    | Classé       | 1909  |      |
| Grabstein für Marguerite de Moustiers                           | Kalkstein, bezeichnet 1604                                             | in der Kirche St-Pierre-et-St-Paul (Lage) | PM10000862    | Classé       | 1913  |      |
| Skulptur eines heiligen Bischofs                                | Holz, 13. oder 14. Jahrhundert                                         | in der Kirche St-Pierre-et-St-Paul (Lage) | PM10000866    | Classé       | 1960  |      |
| Vier Gemälde Blumenvasen                                        | Ölfarbe auf Holz, Ende des 17. Jahrhunderts                            | in der Kirche St-Pierre-et-St-Paul (Lage) | PM10000870    | Classé       | 1978  |      |
| Prozessionsstab Heiliger Nikolaus                               | Holz, farbig gefasst und vergoldet, zweite Hälfte des 19. Jahrhunderts | in der Kirche St-Pierre-et-St-Paul (Lage) | PM10004496    | Inscrit      | 1973  |      |
| Skulptur Madonna                                                | Holz, 13. Jahrhundert                                                  | in der Kirche St-Pierre-et-St-Paul (Lage) | PM10004499    | Classé       | 1974  |      |
| Gemälde Pfingstwunder                                           | Ölfarbe auf Holz, 17. Jahrhundert; nach Hans von Aachen                | in der Kirche St-Pierre-et-St-Paul (Lage) | PM10004509    | Inscrit      | 1974  |      |
| Skulpturengruppe Unterweisung Mariens                           | Kalkstein, farbig gefasst, 16. Jahrhundert                             | in der Kirche St-Pierre-et-St-Paul (Lage) | PM10000863    | Classé       | 1960  |      |
| Skulpturengruppe Der Evangelist Matthäus und der Engel          | Kalkstein, farbig gefasst, 16. Jahrhundert                             | in der Kirche St-Pierre-et-St-Paul (Lage) | PM10000865    | Classé       | 1960  |      |
| Sakramentshaus                                                  | Kalkstein, farbig gefasst und vergoldet, 16. Jahrhundert               | in der Kirche St-Pierre-et-St-Paul (Lage) | PM10000867    | Classé       | 1974  |      |
| Altarflügel mit Darstellungen aus dem Leben des Apostels Paulus | Ölfarbe auf Holz, 16. Jahrhundert                                      | in der Kirche St-Pierre-et-St-Paul (Lage) | PM10000868    | Classé       | 1978  |      |
| Altarflügel mit Darstellungen aus dem Leben des Apostels Petrus | Ölfarbe auf Holz, 16. Jahrhundert                                      | in der Kirche St-Pierre-et-St-Paul (Lage) | PM10000869    | Classé       | 1978  |      |
| Messtafel                                                       | Farbe auf Holz, bezeichnet 1700                                        | in der Kirche St-Pierre-et-St-Paul (Lage) | PM10004498    | Inscrit      | 1973  |      |
| Osterleuchter                                                   | Holz, zweite Hälfte des 17. Jahrhunderts                               | in der Kirche St-Pierre-et-St-Paul (Lage) | PM10004504    | Inscrit      | 1973  |      |
| Tabernakel                                                      | Holz, farbig gefasst und vergoldet, 18. Jahrhundert                    | in der Kirche St-Pierre-et-St-Paul (Lage) | PM10004505    | Inscrit      | 1973  |      |
| Kirchenbänke                                                    | Eichenholz, 17. Jahrhundert                                            | in der Kirche St-Pierre-et-St-Paul (Lage) | PM10004506    | Inscrit      | 1973  |      |
| Bodenfliesen                                                    | Keramik, um 1650                                                       | in der Kirche St-Pierre-et-St-Paul (Lage) | PM10004507    | Inscrit      | 1973  |      |
| Kruzifix                                                        | Holz, farbig gefasst, 16. Jahrhundert                                  | in der Kirche St-Pierre-et-St-Paul (Lage) | PM10004511    | Inscrit      | 1974  |      |
| Gemälde Blumenvase                                              | Ölfarbe auf Holz, um 1700                                              | in der Kirche St-Pierre-et-St-Paul (Lage) | PM10005225    | Inscrit      | 2019  |      |